# Яцюки
Яцюки (укр. Яцюки) — село, входит в Богуславский район Киевской области Украины.
Население по переписи 2001 года составляло 263 человека. Почтовый индекс — 09730. Телефонный код — 4561. Занимает площадь 2,7 км². Код КОАТУУ — 3220682202.

## Местный совет
09730, Киевская обл., Богуславский р-н, с. Исайки

## История
В XIX веке село Яцюки было в составе Исайковской волости Каневского уезда Киевской губернии. В селе была Троицкая церковь. Была разрушена в 1979 году коммунистами села Исайки во главе с парторгом колхоза "Коммунар" Семесько.